# Midway Plaisance
Pour les articles homonymes, voir Midway.

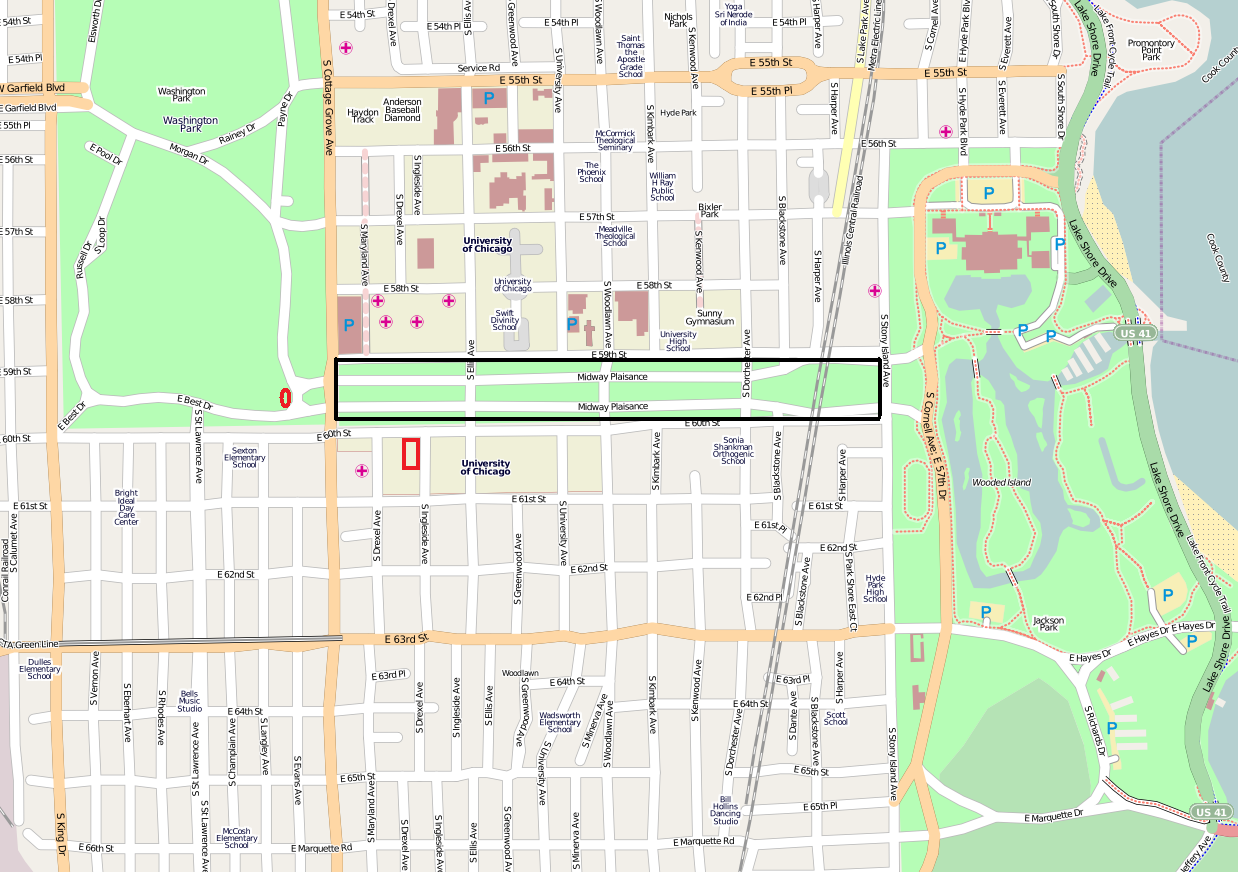
Midway Plaisance.

Le Midway Plaisance, également connu localement comme le Midway, est un parc situé dans le sud de la ville de Chicago, dans l'Illinois. S'étendant du Washington Park au Jackson Park, Midway Plaisance délimite les secteurs de Hyde Park et Woodlawn.
Midway Plaisance voit le jour grâce à l'entrepreneur Paul Cornell et fut l'un des principaux sites a accueillir l'Exposition universelle de 1893 (World's Columbian Exposition).